# Astride N'Gouan
Astride N'Gouan, née le 9 juillet 1991 à Saint-Denis, est une joueuse internationale française de handball, évoluant au poste de pivot.

## Biographie
En octobre 2013, elle est appelée pour la première fois en équipe de France pour les matches contre la Slovaquie et la Finlande en éliminatoires de l'Euro 2014. Le 24 octobre contre la Slovaquie, elle honore sa première sélection. 
À l'été 2014, elle rejoint le Toulon Saint-Cyr Var Handball.
Après deux saisons à Toulon, elle s'engage avec le Brest Bretagne Handball pour les saisons 2016-2017 et 2017-2018. Sa première saison à Brest se solde par un titre de vice-championne de France et une participation aux quarts de finale de la coupe EHF. A titre individuel, la pivot brestoise est nommée dans les catégories de la meilleure défenseur et de la meilleure pivot de la saison, trophées respectivement décernés à sa coéquipière Stéphanie Ntsama Akoa et à sa future coéquipière Slađana Pop-Lazić. Lors de sa deuxième saison au club N'Gouan porte le brassard de capitaine. Élément majeur de son équipe, elle remporte la coupe de France 2018, le deuxième trophée de sa carrière, et termine une nouvelle fois vice-championne de France et quart de finaliste de la coupe EHF, après une première participation à la phase de groupe de la Ligue des Champions. Cette année est également celle du succès au niveau international avec le couronnement lors du championnat d'Europe qui s'est tenu en France.
Astride N'Gouan rejoint le Metz Handball pour la saison 2018-2019 durant laquelle le club lorrain atteint les demi-finales de la Ligue des champions et remporte le championnat et la coupe de France.

## Palmarès

### En clubs
compétitions internationales
- finaliste de la coupe d'Europe des vainqueurs de coupe en 2013 (avec Issy Paris Hand)
- finaliste de la coupe Challenge en 2014 (avec Issy Paris Hand)
- quatrième de la Ligue des champions en 2019 (avec Metz Handball)

compétitions nationales
- championne de France en 2019 et 2022 (avec Metz Handball)
- vainqueur de la coupe de France en 2018 (avec le Brest Bretagne Handball), 2019 et 2022 (avec Metz Handball)
- vainqueur de la coupe de la Ligue en 2013 (avec Issy Paris Hand)
- vice-championne de France en 2012 et 2014 (avec Issy Paris Hand) et en 2017 et 2018 (avec le Brest Bretagne Handball)

### En sélection
championnats du monde
- vainqueur du championnat du monde 2017

championnats d'Europe
- vainqueur du championnat d'Europe 2018

## Galerie

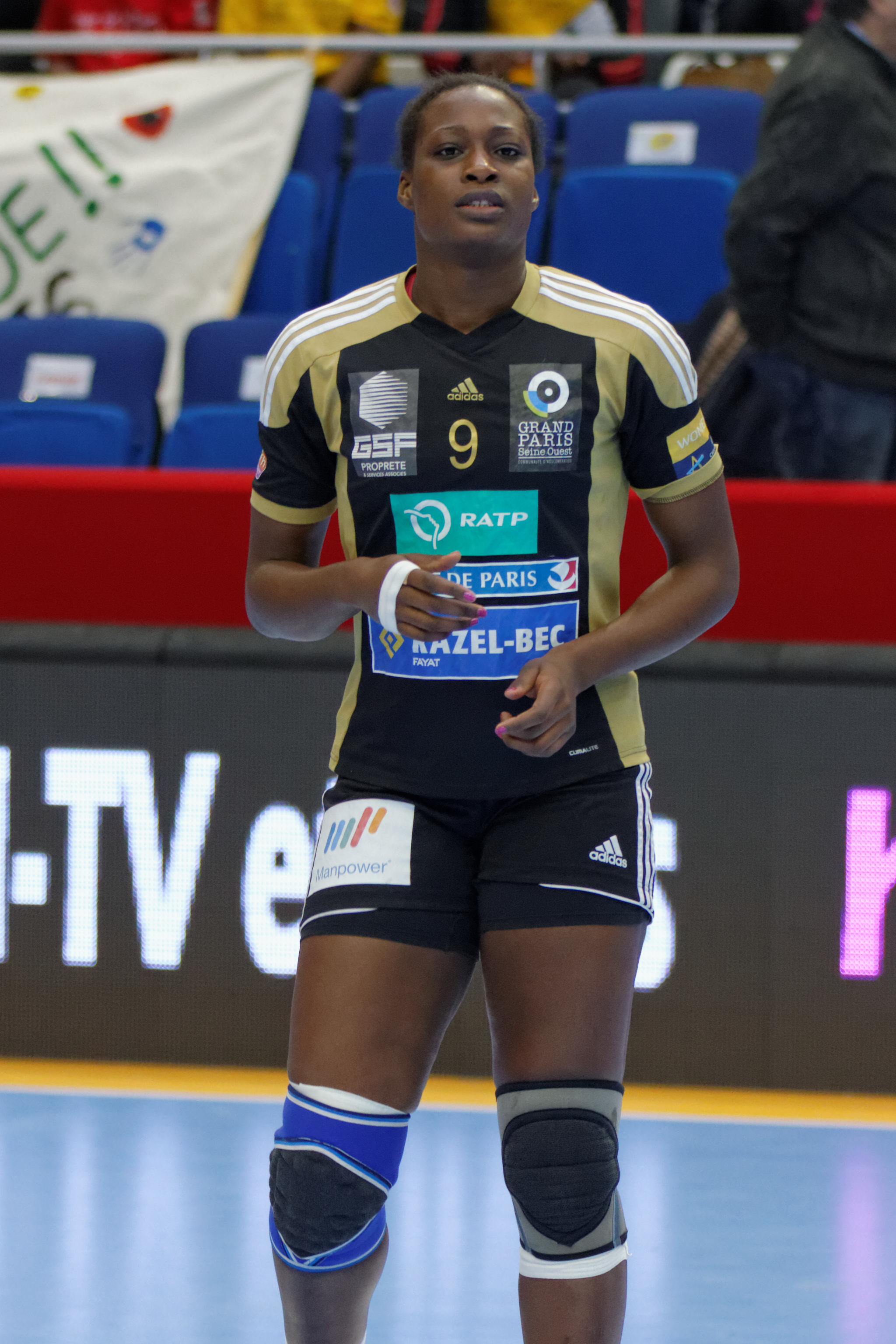
Avec Issy Paris Hand (2013)
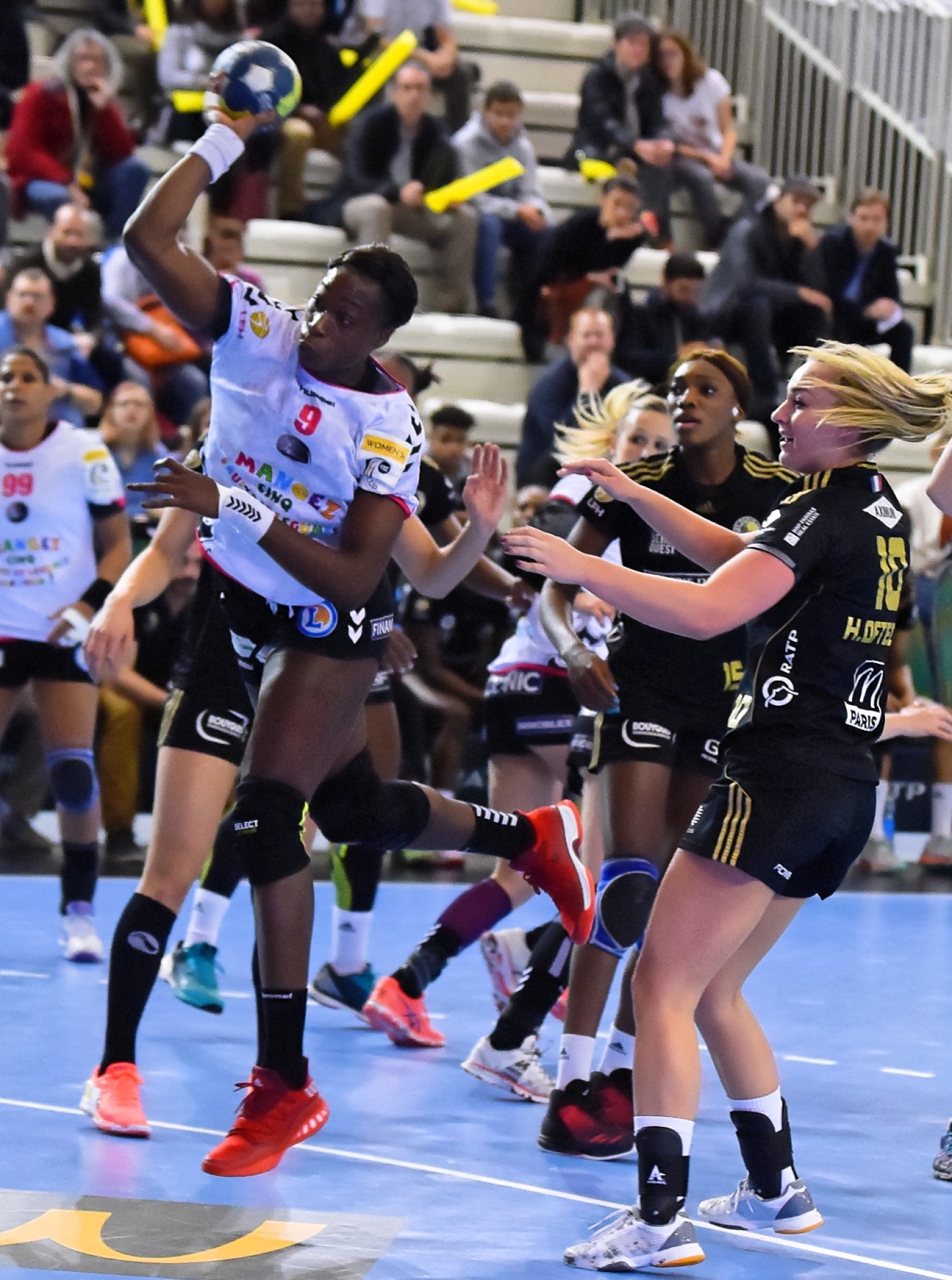
Avec Brest Bretagne Handball (2017)
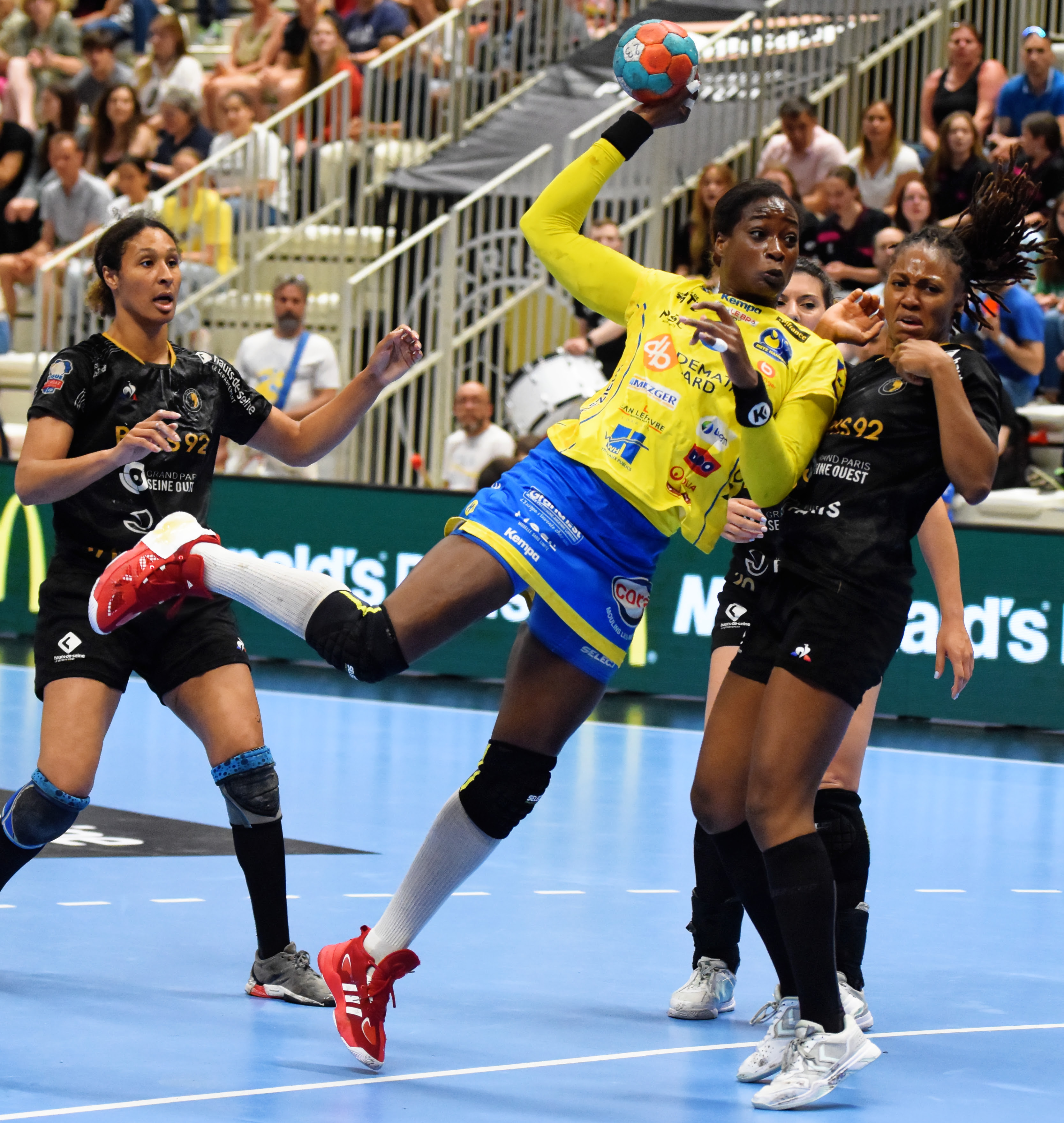
Avec Metz Handball (2022)